# Лонжюмо, Андре де
Андре из Лонжюмо (фр. André de Longjumeau; ум. около 1253) — французский доминиканский монах, миссионер и дипломат. Впервые упоминается как один из миссионеров, направленных на Восток генералом доминиканского ордена Йорданом Саксонским в 1228 году. Во время этого путешествия он достиг большого мастерства во владении несколькими восточными языками.

## Биография
Родился в диоцезе Парижа.

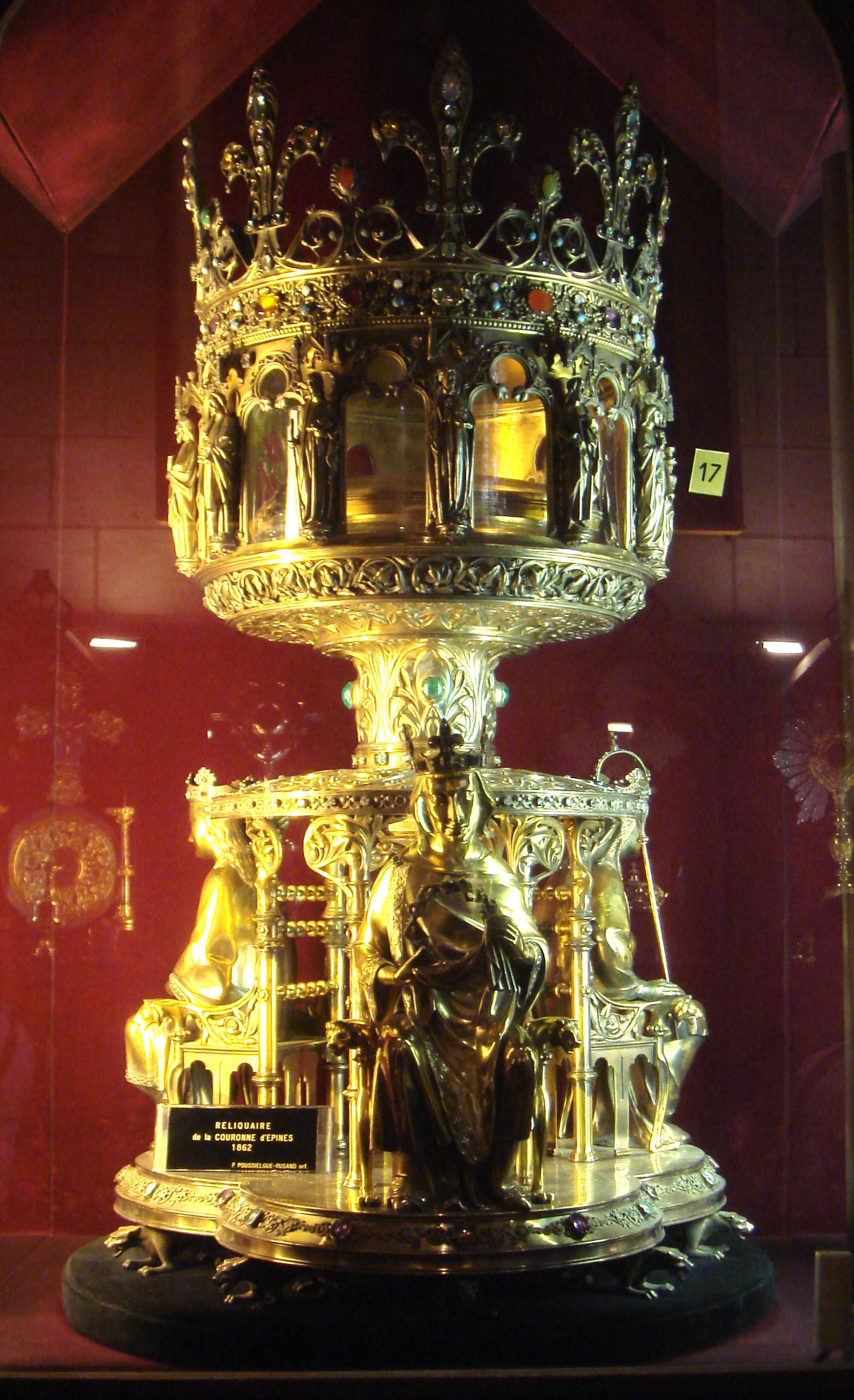
Реликварий тернового венца

В 1237 году латинский император Балдуин II уступил Терновый венец королю Людовику IX Французскому, и Андре вместе с другим доминиканцем Жаком Парижским было поручено доставить святую реликвию во Францию. Но когда монахи достигли Константинополя, они получили от местных баронов задание отвезти реликвию венецианцам, которым она тем временем была продана. Доминиканцы прибыли в Венецию около Рождества 1238 года. Андре остался охранять Терновый венец, а Жак поспешил к Людовику за дальнейшими инструкциями. Когда от короля была получена гарантия на выплату 200 тысяч фунтов золотом, венецианцы согласились расстаться с реликвией. В 1239 году Андре и Жак прибыли в Труа. Отсюда король Людовик на своих плечах понёс раку с венцом в Париж, где для него позже была построена особая часовня Сен-Шапель.
В 1245 году Андре направлен папой Иннокентием IV на Ближний Восток к патриархам восточных церквей для переговоров об унии с католической церковью. Из Акры Андре выехал в Баальбек и Хомс, где был довольно хорошо принят местными правителями, так как знал арабский язык. В Халебе и Мосуле он вёл переговоры с яковитами, а затем направился в Тебриз. Перед Лонжюмо папой Иннокентием IV была поставлена задача передачи писем великому хану Монгольской империи: "Dei patris immensa" от 5 марта и "Cum non solum" от 13 марта 1245 года, которую он не выполнил. В Тебризе Андре встретился с Симеоном Раббан Ата, крупным несторианским церковным и политическим деятелем. Раббан Ата был сторонником союза монголов и ближневосточных христианских государств. На эту тему он, видимо, беседовал и с папским послом. Во всяком случае, в письме, которое Андре доставил в Лион в середине 1247 года, Раббан Ата просит папу прекратить вражду с императором Фридрихом II.
В декабре 1248 года к королю Людовику IX Французскому, находившемуся в Никосии на Кипре, прибыли Давид (Сейф ад-Дин Дауд) и Марк, послы монгольского наместника Эльджигидея. Они передали королю через Андре де Лонжюмо письмо, в котором говорилось, что великий хан Гуюк и сам Эльджигидей перешли в христианскую веру. С помощью этой дезинформации Эльджигидей хотел уверить Людовика, что монголы не собираются вторгаться во владения франков. В 1249 году наместник собирался атаковать Багдад, и ему было необходимо, чтобы французский король совершил крестовый поход против Египта, связав таким образом руки могущественному союзнику Аббасидского халифа. В ответ король направил Андре, вместе с его братом-монахом и семью спутниками, с посланием ко двору Гуюка. Они пустились в дорогу 16 февраля 1249 года, неся с собой великое множество подарков, среди которых была шатровая часовня с вышитыми иконами. С Кипра они переправились в Акру, затем в Антиохию, пересекли Персию и Среднюю Азию и через год прибыли ко двору великого хана в Каракоруме (по другим предположениям, в окрестностях озера Алаколь). Оказалось, что Гуюк к тому времени умер (согласно Андре, был отравлен сторонниками Бату), а всеми делами ведала вдова хана Огуль-Гаймыш, которая ответила на французское предложение союза довольно грубо и вызывающе.
Вскоре после избрания ханом Мункэ французское посольство отбыло из монгольской столицы и в апреле 1251 года вернулось ко двору короля, который тогда находился в Кесарии. В рассказах Лонжюмо точно воспроизведенные реалии перемешаны с искажёнными фактами вроде известий о войнах Чингисхана с пресвитером Иоанном и о том, что в монгольском войске он видел 800 христианских божниц на колёсах. Король был разочарован результатами посольства и, по словам Жуанвиля, раскаялся в своём предприятии. Рубрук сообщает, что лично беседовал с Лонжюмо и что его наблюдения о нравах и обычаях монголов нашли полное подтверждение во время его собственного путешествия в ставку хана.
Дата и место смерти Лонжюмо неизвестны.